# Roberto E. Guzmán
Roberto E. Guzmán (* 30. Januar 1899 in Puebla; † nach 1930) war ein mexikanischer Schauspieler, Filmregisseur und Sänger (Tenor).
Guzmán, braunhaarig und braunäugig, war in den 1930er Jahren in Hollywood vornehmlich als Schauspieler beschäftigt, drehte aber als Regisseur u. a. die spanische Sprachversion von John Fords The Bad Man. Er war auch als Sänger aktiv; der Tenor nahm am 27. Juli 1929 mit dem Orquestra Castillo beim Label Brunswick eine Platte auf.

## Filmografie (Auswahl)
- 1930: El hombre malo (Regie)